# Emissão comemorativa
Emissão ou série comemorativa é o termo dado às emissões de selos de tiragem limitada que se destinam a celebrar eventos ou personalidades.

## Emissões Comemorativas em Portugal
As primeiras emissões comemorativas em Portugal apareceram na última década do século XIX. Durante a monarquia, no chamado período clássico da filatelia portuguesa, foram emitidas três series, celebrando o 5º centenário do nascimento do Infante D. Henrique (1894), o 7º centenário do nascimento de Santo António de Lisboa (1895) e o 4º centenário do Descobrimento do caminho Marítimo para a Índia (1898.
Já depois da implantação da república, surgiram até 1933, o ano em que os Correios de Portugal começaram a emitir com frequência séries comemorativas (i.e. mais de uma, todos os anos) as seguintes emissões:
- 1923 - Emissão Comemorativa da Travessia Aérea do Atlântico Sul
- 1924 - Emissão Comemorativa do 4° Centenário do Nascimento de Luís Vaz de Camões
- 1925 - Emissão Comemorativa do 1º Centenário do Nascimento de Camilo Castelo Branco
- 1926 - 1ª Emissão Comemorativa da Independência de Portugal
- 1927 - 2ª Emissão Comemorativa da Independência de Portugal
- 1928 - 3ª Emissão Comemorativa da Independência de Portugal
- 1931 - Emissão Comemorativa do 7º Centenário da Morte de Santo António de Lisboa
- 1931 - Emissão Comemorativa do 5º Centenário da Morte de D. Nuno Álvares Pereira

Actualmente, os CTT produzem múltiplas séries comemorativas por ano, muitas delas com valores idênticos e que têm como alvo filatelistas, uma vez que a grande maioria da correspondência é franqueada com etiquetas adesivas.